# Leichtathletik-Weltmeisterschaften 2022/Teilnehmer (Benin)
| Goldmedaillen | Silbermedaillen | Bronzemedaillen |
| ------------- | --------------- | --------------- |
| —             | —               | —               |

Der Leichtathletikverband von Benin meldete zwei Athletinnen für die Teilnahme an den Leichtathletik-Weltmeisterschaften 2022 in Eugene.

## Ergebnisse

### Frauen

#### Laufdisziplinen
| Athletin      | Disziplin | Vorlauf     | Vorlauf | Halbfinale  | Halbfinale | Finale | Finale |
| Athletin      | Disziplin | Zeit        | Platz   | Zeit        | Platz      | Zeit   | Platz  |
| ------------- | --------- | ----------- | ------- | ----------- | ---------- | ------ | ------ |
| Noélie Yarigo | 800 m     | 2:01,58 min | 19      | 2:01,52 min | 22         | DNQ    | DNQ    |

#### Siebenkampf
| Athletin          | Disziplin | 100 m Hürden | Hochsprung | Kugelstoßen | 200 m | Weitsprung | Speerwurf | 800 m | Punkte | Platz |
| ----------------- | --------- | ------------ | ---------- | ----------- | ----- | ---------- | --------- | ----- | ------ | ----- |
| Odile Ahouanwanou | Ergebnis  | DNS          | DNS        | DNS         | DNS   | DNS        | DNS       | DNS   | DNS    | DNS   |
| Odile Ahouanwanou | Punkte    | DNS          | DNS        | DNS         | DNS   | DNS        | DNS       | DNS   | DNS    | DNS   |